# Bleptina limitalis
Bleptina limitalis är en fjärilsart som beskrevs av Heinrich Benno Möschler 1890. Bleptina limitalis ingår i släktet Bleptina och familjen nattflyn. Inga underarter finns listade i Catalogue of Life.